# Chrysoteuchia atrosignatus
Chrysoteuchia atrosignatus là một loài bướm đêm trong họ Crambidae.